# Dominância (etologia)
Dominância no contexto da biologia e antropologia, é o estado de ter uma alta posição social em relação a outros indivíduos, que reagem submissamente aos indivíduos dominantes. O oposto de dominância é submissividade.
A dominância pode ser definida como uma forma de relação social baseada no controle, sendo a hierarquia de dominância determinante da ordem de acesso aos recursos, podendo reduzir o gasto energético e os prejuízos ocasionados por conflitos intraespecíficos. A motivação para dominância e para o alto status social é conceitualmente semelhante à busca por poder, ou seja, busca por controle de recursos valiosos. Pessoas com nível elevado de senso de poder têm um viés significativo na percepção de risco, fazendo previsões mais otimistas dos desfechos de eventos futuros, assumindo, assim, comportamentos de risco com maior frequência. Contudo, a hierarquia social está sujeita a alterações toda vez que o dominante é desafiado por um subordinado.
Hierarquias de dominância são encontradas em muitos animais, incluindo primatas tais como os seres humanos.